# Búnquer de Can Vall-llosera
El Búnquer de Can Vall-llosera és una obra del municipi de Vidreres (Selva) inclosa en l'Inventari del Patrimoni Arquitectònic de Catalunya.

## Descripció
Es tracta d'una estructura rectangular mig soterrada feta de formigó que presenta dues entrades, una a cadascun dels costats llargs del rectangle. La part central o de refugi antiarei té un seguit de sis finestretes minúscules. Les galeries que baixen cap al pis inferior són fetes de rajol i bigues de fusta disposades en rampa fins al búnquer.

## Història
Durant la Guerra Civil Espanyola, des de la primavera de 1938, Can Vall-llosera era el lloc de residència de les autoritats militars que treballaven al camp d'aviació del pla de Vidreres, situat en els camps veïns. El refugi existent era destinat al quarter de comandament.
Per a la construcció del camp es va destruir una masia, Can Puig, es van desviar petits cursos fluvials i es van aplanar artificialment camps i finques properes al bosc de Can Puig. L'aparellador Víctor Gasull fou qui dirigí les obres, a més de les dels camps de Celrà i Puigcerdà.
En total, va haver-hi quatre grans bombardejos a la zona que van provocar algunes baixes militars, civils i materials, i es van malmetre alguns masos.